# Windglider (planche à voile olympique)
La Windglider est la première planche à voile olympique. Planche à voile monotype, elle a été choisie par la IYRU pour les Jeux d'été de 1984. Elle a été remplacée par la planche Lechner lors des Jeux de 1988.

## Historique
Le choix de la Windglider de la société allemande Windglider-Ostermann (Sarre) pour les Jeux olympiques de Los Angeles, s'est fait au détriment de la Windsurfer de la société Windsurfing.

## Description
La Windglider mesure 3,90 m de long et 0,65 m de large. Sa voile fait 6,5 m2. Le flotteur de 25 kg est équipé d'une dérive de 4 kg.
La Windglider était munie d'une dérive non escamotable dans le flotteur, portée accrochée au bras par le véliplanchiste lors des bords d'allure portante. Elle ne disposait pas à l'époque de harnais, interdit pour les Jeux de 1984.